# 501132 Runkel
501132 Runkel è un asteroide della fascia principale. Scoperto nel 2011, presenta un'orbita caratterizzata da un semiasse maggiore pari a 2,7307679 au e da un'eccentricità di 0,0739105, inclinata di 5,95253° rispetto all'eclittica.